# Ле-Фенуйе
Ле-Фенуйе (фр. Le Fenouiller) — коммуна на западе Франции, регион Пеи-де-ла-Луар, департамент Вандея, округ Ле-Сабль-д’Олон, кантон Сент-Илер-де-Рье. Расположена в 42 км к западу от Ла-Рош-сюр-Йона и в 70 км к юго-западу от Нанта, в 37 км от автомагистрали А87, на левом берегу реки Ви, в 5 км от места её впадения в Бискайский залив.
Население (2019) — 4854 человека.

## Достопримечательности
- Церковь Святого Лаврентия

## Экономика
Структура занятости населения:
- сельское хозяйство — 3,1 %
- промышленность — 4,3 %
- строительство — 22,9 %
- торговля, транспорт и сфера услуг — 40,3 %
- государственные и муниципальные службы — 29,4 %

Уровень безработицы (2019) — 10,2 % (Франция в целом — 12,9 %, департамент Вандея — 10,5 %). 

Среднегодовой доход на 1 человека, евро (2019) — 23 360 (Франция в целом — 21 930, департамент Вандея — 21 550).

## Демография
Динамика численности населения, чел.

## Администрация
Пост мэра Ле-Фенуйе с 2020 года занимает Изабель Тесье (Isabelle Tessier). На муниципальных выборах 2020 года возглавляемый ею правый список победил в 1-м туре, получив 56,21 % голосов.
| Период | Период | Фамилия         | Партия        | Примечания                         |
| ------ | ------ | --------------- | ------------- | ---------------------------------- |
| 1977   | 1995   | Анри Перрошо    |               | руководитель предприятия           |
| 1995   | 2008   | Патрик Жерарден | Разные правые | менеджер архитектурной мастерской  |
| 2008   | 2014   | Маривон Барк    | Разные правые |                                    |
| 2014   | 2020   | Рене Вьо        | Разные правые | специалист по бухгалтерскому учёту |
| 2020   |        | Изабель Тесье   | Разные правые | бухгалтер                          |